# سكان هونغ كونغ
سكان هونغ كونغ (بالصينية: 香港居民) ويسمون أيضًا سكان منطقة هونغ كونغ الإدارية الخاصة. وفقًا للقانون الأساسي في هونغ كونغ يشمل سكان هونغ كونغ المقيمين الدائمين والمقيمين غير الدائمين. حقوق سكان هونغ كونغ محمية بموجب قانون هونغ كونغ الأساسي مثل حرية التعبير وحرية الحركة وحرية المعتقد الديني.

## المقيمون الدائمون
يحق للمقيمين الدائمين في هونغ كونغ الإقامة في هونغ كونغ والحق في التصويت في انتخابات المجلس التشريعي ومجلس المقاطعة. وهو أيضًا وضع المواطنة الفعلية في هونغ كونغ لأن معظم حقوق المواطن مرتبطة بحق الإقامة. بموجب القانون الأساسي لهونغ كونغ فإن المقيمين الدائمين هم:
- مواطنون صينيون ولدوا في هونغ كونغ قبل أو بعد إنشاء منطقة هونغ كونغ الإدارية الخاصة.
- المواطنون الصينيون الذين يقيمون عادة في هونغ كونغ لفترة لا تقل عن سبع سنوات قبل أو بعد إنشاء منطقة هونغ كونغ الإدارية الخاصة.
- الأشخاص الذين يحملون الجنسية الصينية المولودين خارج هونغ كونغ والذين يكون آباؤهم مقيمون دائمون مدرجين في الفئتين الأولى والثانية.
- الأشخاص الذين ليسوا من الصينيين الذين دخلوا هونغ كونغ بوثائق سفر صالحة، كانوا يقيمون عادة في هونغ كونغ لمدة لا تقل عن سبع سنوات، وقد اعتبروا هونغ كونغ كمكان إقامة دائمة قبل أو بعد إنشاء هونغ كونغ كمنطقة إدارية خاصة.
- الأشخاص الذين تقل أعمارهم عن 21 سنة، وولدوا في هونغ كونغ من المقيمين المذكورين في الفئة الرابعة قبل أو بعد إنشاء منطقة هونغ كونغ الإدارية الخاصة.
- الأشخاص غير المذكورين في الفئات من الأولى إلى الخامسة، وقدموا قبل إنشاء منطقة هونغ كونغ الإدارية الخاصة، لهم الحق في الإقامة في هونغ كونغ فقط.

تم إدخال وضع المقيم الدائم لأول مرة في قانون هونغ كونغ في 1 يوليو 1987م عندما حلت محل محل نظام الهجرة 115 في قانون الهجرة في هونغ كونغ.

## المقيمون غير الدائمين
المقيمين غير الدائمين في هونغ كونغ هم أشخاص مؤهلون للحصول على بطاقات هوية هونغ كونغ، ولكن ليس لهم حق الإقامة. وفقًا لقانون تسجيل الأشخاص الفصل 177 من قوانين هونغ كونغ، يجب على جميع السكان الذين يبلغون 11 عامًا أو أكثر والذين يعيشون في هونغ كونغ لمدة تزيد عن 180 يومًا، في غضون 30 يومًا من بلوغهم سن 11 عامًا أو الوصول في هونغ كونغ يجب حصولهم على بطاقات هوية هونغ كونغ.
المقيمون غير الدائمين غير مؤهلين للحصول على جواز سفر هونغ كونغ، ولكن يمكنهم الحصول على وثيقة هوية للسفر إذا لم يتمكنوا من الحصول على جواز سفر وطني أو وثيقة سفر من أي بلد آخر.